# Nämforsens dämningsområde
Nämforsens dämningsområde är en sjö i Sollefteå kommun i Ångermanland och ingår i Ångermanälvens huvudavrinningsområde. Sjön har en area på 1,17 kvadratkilometer och ligger 94,3 meter över havet. Sjön avvattnas av vattendraget Ångermanälven.

## Delavrinningsområde
Nämforsens dämningsområde ingår i det delavrinningsområde (703833-155294) som SMHI kallar för Utloppet av Nämforsens Dämningsomr.. Medelhöjden är 181 meter över havet och ytan är 22,02 kvadratkilometer. Räknas de 2308 avrinningsområdena uppströms in blir den ackumulerade arean 21 156,76 kvadratkilometer. Avrinningsområdets utflöde Ångermanälven mynnar i havet. Avrinningsområdet består mestadels av skog (65 procent) och jordbruk (12 procent). Avrinningsområdet har 1,16 kvadratkilometer vattenytor vilket ger det en sjöprocent på 5,3 procent. Bebyggelsen i området täcker en yta av 0,43 kvadratkilometer eller 2 procent av avrinningsområdet.